# 아이다 유키
아이다 유키(일본어: 相田 勇樹, 1998년 8월 3일~)는 일본의 축구 선수이다.

## 구단 경력
그는 2021년 J3리그의 반라우레 하치노헤에 입단했다. 2023년까지 85경기에 출전하여, 4득점을 넣었다. 2024년 J2리그의 레노파 야마구치 FC로 이적했다. 2025년 주빌로 이와타로 이적했다.